# Lucas Digne
Lucas Digne (* 20. července 1993 Meaux) je francouzský profesionální fotbalista, který hraje na pozici levého obránce za anglický klub Aston Villa FC a za francouzský národní tým. Účastník Mistrovství světa 2014 v Brazílii a EURA 2016 ve Francii.

## Klubová kariéra

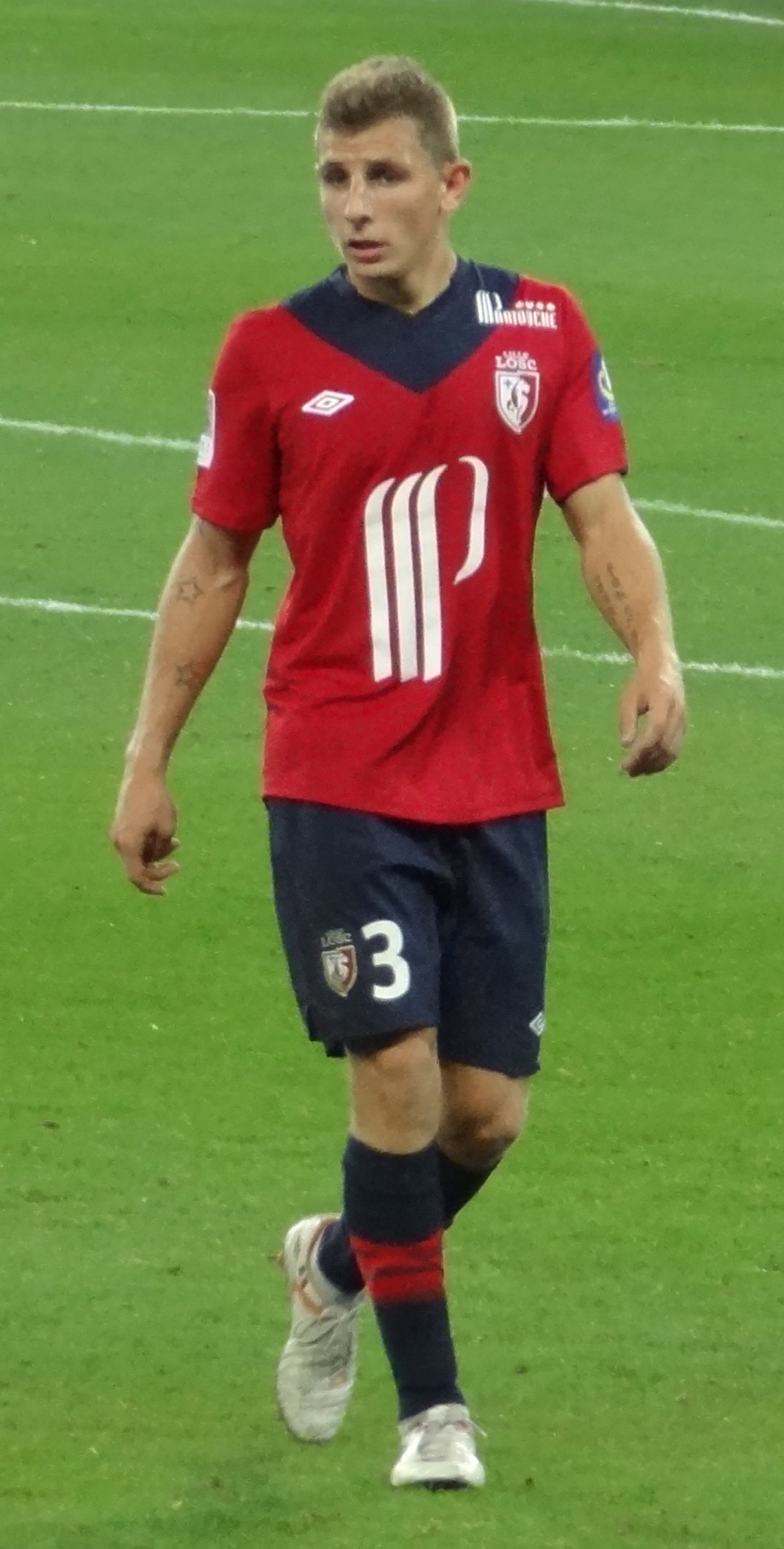
Digne v týmu Lille OSC

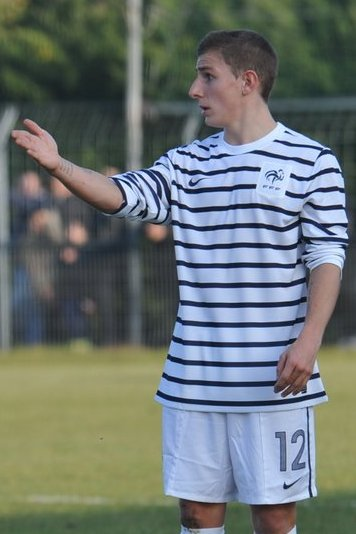
Lucas Digne s týmem Francie do 19 let v roce 2012

### Lille OSC
Dne 27. července 2010 podepsal svou první profesionální smlouvu s týmem Lille OSC na tři roky tedy do června 2013. Za tým odehrál 49 zápasů a vstřelil 2 góly.

### Paris Saint-Germain
Dne 17. července 2013 podepsal pětiletou smlouvu s týmem Paris Saint-Germain FC. Z Lille do PSG přestoupil za 15 miliónů €.

### AS Řím (hostování)
V srpnu 2015 odešel na roční hostování s opcí na případnou koupi do italského prvoligového klubu AS Řím.

### FC Barcelona
V červenci 2016 po EURU přestoupil z PSG do FC Barcelona, kde podepsal pětiletý kontrakt.

### Aston Villa
Dne 13. ledna 2022 posílil jiný prvoligový anglický celek, Aston Villu. Ta za něj jeho předchozímu zaměstnavateli Evertonu zaplatila částku 25 milionů liber. Digne se dohodl na smlouvě do roku 2026.

## Reprezentační kariéra
Digne hrál za francouzské mládežnické reprezentace od kategorie U16.
V A-mužstvu Francie debutoval 5. 3. 2014 v přátelském zápase v Saint-Denis proti reprezentaci Nizozemska (výhra 2:0).
Trenér Didier Deschamps jej vzal na Mistrovství světa 2014 v Brazílii. Francouzi vypadli na šampionátu ve čtvrtfinále s Německem po porážce 0:1.

Představil se i na domácím EURU 2016.

## Úspěchy

### Klubové
Paris Saint-Germain
- 2× vítěz Ligue 1 (2013/14, 2014/15)
- 3× vítěz Trophée des champions (2013, 2014[8], 2015)
- 2× vítěz Coupe de la Ligue (2013/14, 2014/15)[9]
- 1× vítěz Coupe de France (2014/15)

### Reprezentační
Francie U20 
- 1× vítěz Mistrovství světa ve fotbale hráčů do 20 let (2013)